# Football Club Chiasso 2011-2012
Questa voce raccoglie le informazioni riguardanti il Football Club Chiasso nelle competizioni ufficiali della stagione 2011-2012.

## Stagione
Nella stagione 2011-2012 il Chiasso, allenato da Raimondo Ponte, concluse il campionato di Challenge League al 7º posto. In Coppa Svizzera il Chiasso fu eliminato al secondo turno dal Grasshoppers.

## Rosa
| N. |                     | Ruolo | Calciatore          |
| -- | ------------------- | ----- | ------------------- |
| 1  | Italia (bandiera)   | P     | Andrea Capelletti   |
| 1  | Italia (bandiera)   | P     | Stefano Noseda      |
| 2  | Kosovo (bandiera)   | D     | Denis Markaj        |
| 3  | Svizzera (bandiera) | D     | Giuseppe Rapisarda  |
| 4  | Svizzera (bandiera) | D     | Fulvio Sulmoni      |
| 5  | Svizzera (bandiera) | D     | Daniele Russo       |
| 6  | Italia (bandiera)   | D     | Mirko Quaresima     |
| 7  | Italia (bandiera)   | C     | Alessandro Gherardi |
| 8  | Svizzera (bandiera) | D     | Mattia Croci-Torti  |
| 9  | Croazia (bandiera)  | A     | Nikola Gaćeša       |
| 10 | Nigeria (bandiera)  | A     | Saidu Adeshina      |
| 11 | Brasile (bandiera)  | C     | Bem                 |

| N. |                     | Ruolo | Calciatore      |
| -- | ------------------- | ----- | --------------- |
| 13 | Albania (bandiera)  | D     | Shpend Matoshi  |
| 14 | Svizzera (bandiera) | C     | Manuel Rivera   |
| 15 | Svizzera (bandiera) | C     | Sandro Reclari  |
| 16 | Svizzera (bandiera) | C     | Michaël Perrier |
| 17 | Svizzera (bandiera) | A     | Mirco Graf      |
| 19 | Svizzera (bandiera) | C     | Davide Riva     |
| 21 | Svizzera (bandiera) | C     | Matteus Senkal  |
| 22 | Svizzera (bandiera) | D     | Tito Tarchini   |
| 25 | Italia (bandiera)   | C     | Andreas Becchio |
| 27 | Somalia (bandiera)  | A     | Ayub Daud       |
| 27 | Italia (bandiera)   | A     | Riccardo Pasi   |

## Organigramma societario
Area tecnica
- Allenatore: Raimondo Ponte
- Allenatore in seconda: Walter Pellegrini
- Preparatore dei portieri:
- Preparatori atletici:

## Calciomercato

### Sessione estiva
| Acquisti | Acquisti          | Acquisti     | Acquisti |
| R.       | Nome              | da           | Modalità |
| -------- | ----------------- | ------------ | -------- |
| C        | Bem               | Schötz       |          |
| A        | Mirco Graf        | Grasshoppers |          |
| C        | Manuel Rivera     | Bellinzona   |          |
| C        | Matteus Senkal    | Winterthur   |          |
| D        | Fulvio Sulmoni    | Locarno      |          |
| A        | Kingsley Umunegbu | Renate       |          |

| Cessioni | Cessioni         | Cessioni        | Cessioni |
| R.       | Nome             | a               | Modalità |
| -------- | ---------------- | --------------- | -------- |
| C        | Matteo Arnaboldi | FC Rancate      |          |
| P        | Pajtim Badalli   | Lugano          |          |
| C        | Carlo Polli      | Ħamrun Spartans |          |

### Sessione invernale
| Acquisti | Acquisti            | Acquisti | Acquisti |
| R.       | Nome                | da       | Modalità |
| -------- | ------------------- | -------- | -------- |
| D        | Giuseppe Rapisarda  | Baden    |          |
| C        | Alessandro Gherardi | Nocerina |          |
| A        | Saidu Adeshina      | Sion     |          |
| D        | Denis Markaj        | Baden    |          |
| A        | Riccardo Pasi       | Bologna  |          |

| Cessioni | Cessioni          | Cessioni   | Cessioni |
| R.       | Nome              | a          | Modalità |
| -------- | ----------------- | ---------- | -------- |
| A        | Gaspar            | Wohlen     |          |
| A        | Kingsley Umunegbu | Milan      |          |
| A        | Gastón Magnetti   | Bellinzona |          |

## Risultati

### Challenge League

#### andata
| Arbitro: | Wermelinger |

|             |           |             |
| Jahović 74’ | Marcatori | 68’ Carrara |

| Arbitro: | Amhof |

|                   |           |           |
| Magnetti 78’, 81’ | Marcatori | 47’ Tadić |

| Arbitro: | Winter |

|             |           |             |
| Stauber 90’ | Marcatori | 30’ Sulmoni |

| Arbitro: | Jancevski |

|                            |           |  |
| Gaspar 25’, 27’ Gaćeša 85’ | Marcatori |  |

| Arbitro: | Gremaud |

|             |           |                         |
| N'Ganga 90’ | Marcatori | 32’ Magnetti 70’ Gaspar |

| Arbitro: | Pache |

|                              |           |  |
| Magnetti 30’, 43’ Gaspar 78’ | Marcatori |  |

| Arbitro: | Fähndrich |

|                       |           |             |
| Mathys 16’ Doudin 52’ | Marcatori | 20’ Sulmoni |

| Delémont 25 settembre 2011, ore 15:30 CEST 8ª giornata | Delémont | 0 – 0 referto | Chiasso | Stadio La Blancherie (1 115 spett.)\| Arbitro: \| Amhof \| |
| Arbitro:                                               | Amhof    |               |         |                                                            |

| Arbitro: | Schärer |

|            |           |  |
| Senkal 65’ | Marcatori |  |

| Winterthur 23 ottobre 2011, ore 14:30 CEST 10ª giornata | Winterthur | 0 – 0 referto | Chiasso | Stadion Schützenwiese (1 400 spett.)\| Arbitro: \| Huwiler \| |
| Arbitro:                                                | Huwiler    |               |         |                                                               |

| Arbitro: | Wermelinger |

|  |           |            |
|  | Marcatori | 65’ Sadiku |

| Arbitro: | Carrell |

|  |           |              |
|  | Marcatori | 57’ Magnetti |

| Arbitro: | Gremaud |

|              |           |            |
| Magnetti 18’ | Marcatori | 38’ Colina |

| Arbitro: | Klossner |

|              |           |  |
| Tarchini 80’ | Marcatori |  |

| Arbitro: | Erlachner |

|                         |           |              |
| Doudet 47’ Paçarizi 74’ | Marcatori | 50’ Magnetti |

#### ritorno
| Arbitro: | Pache |

|            |           |          |
| Sadiku 90’ | Marcatori | 43’ Pasi |

| Arbitro: | Schärer |

|              |           |  |
| Adeshina 23’ | Marcatori |  |

| Arbitro: | Zimmermann |

|           |           |              |
| Silva 86’ | Marcatori | 79’ Tarchini |

| Arbitro: | Bieri |

|                                                |           |  |
| Gherardi 12’ Gaćeša 66’ Markaj 79’ Perrier 85’ | Marcatori |  |

| Arbitro: | Wermelinger |

|           |           |                    |
| Popov 53’ | Marcatori | 26’ (rig.) Sulmoni |

| Arbitro: | Amhof |

|  |           |                            |
|  | Marcatori | 59’ Gherardi 90’ Rapisarda |

| Chiasso 30 marzo 2012, ore 19:45 CEST 22ª giornata | Chiasso | 0 – 0 referto | Aarau | Stadio comunale Riva IV (1 800 spett.)\| Arbitro: \| Studer \| |
| Arbitro:                                           | Studer  |               |       |                                                                |

| Arbitro: | Hänni |

|              |           |                             |
| Gherardi 32’ | Marcatori | 34’ Bengondo 44’ Kuzmanovic |

| Bellinzona 14 aprile 2012, ore 18:30 CEST 24ª giornata | Bellinzona | 0 – 0 referto | Chiasso | Stadio comunale (2 500 spett.)\| Arbitro: \| Jaccottet \| |
| Arbitro:                                               | Jaccottet  |               |         |                                                           |

| Arbitro: | Pache |

|                                  |           |             |
| Mijadinoski 2’ (aut.) Markaj 65’ | Marcatori | 15’ Diakité |

| Arbitro: | Amhof |

|             |           |  |
| Trípodi 90’ | Marcatori |  |

| Arbitro: | Carrell |

|                    |           |            |
| Sulmoni 90’ (rig.) | Marcatori | 45’ Sutter |

| Arbitro: | Jaccottet |

|  |           |           |
|  | Marcatori | 60’ Hélin |

| Nyon 19 maggio 2012, ore 18:00 CEST 29ª giornata | Stade Nyonnais | 0 – 0 referto | Chiasso | Centre sportif de Colovray (505 spett.)\| Arbitro: \| Hänni \| |
| Arbitro:                                         | Hänni          |               |         |                                                                |

| Arbitro: | Huwiler |

|                      |           |                                                 |
| Russo 29’ Gaćeša 72’ | Marcatori | 35’ Doudin 48’ Di Nardo 70’ Challandes 86’ Egli |

### Coppa Svizzera
| 17 settembre 2011, ore 18:00 CEST Primo turno | Ascona | 1 – 2 | Chiasso |  |

| 16 ottobre 2011, ore 14:30 CEST Secondo turno | Chiasso | 0 – 1 | Grasshoppers |  |

## Statistiche

### Statistiche di squadra
| Competizione     | Punti | In casa | In casa | In casa | In casa | In casa | In casa | In trasferta | In trasferta | In trasferta | In trasferta | In trasferta | In trasferta | Totale | Totale | Totale | Totale | Totale | Totale | DR  |
| Competizione     | Punti | G       | V       | N       | P       | Gf      | Gs      | G            | V            | N            | P            | Gf           | Gs           | G      | V      | N      | P      | Gf     | Gs     | DR  |
| ---------------- | ----- | ------- | ------- | ------- | ------- | ------- | ------- | ------------ | ------------ | ------------ | ------------ | ------------ | ------------ | ------ | ------ | ------ | ------ | ------ | ------ | --- |
| Challenge League | 45    | 15      | 8       | 3       | 4       | 22      | 12      | 15           | 3            | 9            | 3            | 12           | 11           | 30     | 11     | 12     | 7      | 34     | 23     | +11 |
| Coppa Svizzera   | -     | 1       | 0       | 0       | 1       | 0       | 1       | 1            | 1            | 0            | 0            | 2            | 1            | 2      | 1      | 0      | 1      | 2      | 2      | 0   |
| Totale           | 45    | 16      | 8       | 3       | 5       | 22      | 13      | 16           | 4            | 9            | 3            | 14           | 12           | 32     | 12     | 12     | 8      | 36     | 25     | +11 |

### Andamento in campionato
| Giornata  | 1 | 2 | 3 | 4 | 5 | 6 | 7 | 8 | 9 | 10 | 11 | 12 | 13 | 14 | 15 | 16 | 17 | 18 | 19 | 20 | 21 | 22 | 23 | 24 | 25 | 26 | 27 | 28 | 29 | 30 |
| --------- | - | - | - | - | - | - | - | - | - | -- | -- | -- | -- | -- | -- | -- | -- | -- | -- | -- | -- | -- | -- | -- | -- | -- | -- | -- | -- | -- |
| Luogo     | T | C | T | C | T | C | T | T | C | T  | C  | T  | C  | C  | T  | T  | C  | T  | C  | T  | T  | C  | C  | T  | C  | T  | C  | C  | T  | C  |
| Risultato | N | V | N | V | V | V | P | N | V | N  | P  | V  | N  | V  | P  | N  | V  | N  | V  | N  | V  | N  | P  | N  | V  | P  | N  | P  | N  | P  |
| Posizione | 7 | 6 | 7 | 3 | 2 | 2 | 3 | 4 | 3 | 4  | 5  | 4  | 3  | 3  | 4  | 3  | 3  | 4  | 3  | 4  | 4  | 5  | 5  | 6  | 5  | 5  | 5  | 8  | 7  | 7  |

Legenda:

Luogo: C = Casa; T = Trasferta. Risultato: V = Vittoria; N = Pareggio; P = Sconfitta.

### Statistiche dei giocatori
| S. Adeshina    | 3  | 1 | 0 | 0 |
| A. Becchio     | 1  | 0 | 0 | 0 |
| B. Bem         | 24 | 0 | 4 | 0 |
| A. Capelletti  | 30 | 0 | 2 | 0 |
| D. Carrara     | 13 | 1 | 4 | 1 |
| M. Croci-Torti | 15 | 0 | 3 | 0 |
| A. Daud        | 0  | 0 | 0 | 0 |
| N. Gaćeša      | 26 | 3 | 2 | 0 |
| G. Gaspar      | 13 | 4 | 1 | 0 |
| A. Gherardi    | 14 | 3 | 1 | 0 |
| M. Graf        | 12 | 0 | 7 | 0 |
| G. Magnetti    | 15 | 8 | 1 | 0 |
| D. Markaj      | 15 | 2 | 1 | 0 |
| S. Matoshi     | 10 | 0 | 1 | 0 |
| S. Noseda      | 1  | 0 | 0 | 0 |
| R. Pasi        | 15 | 1 | 3 | 0 |
| M. Perrier     | 22 | 1 | 5 | 1 |
| M. Quaresima   | 26 | 0 | 3 | 0 |
| G. Rapisarda   | 12 | 1 | 2 | 0 |
| S. Reclari     | 29 | 0 | 5 | 0 |
| D. Riva        | 10 | 0 | 2 | 0 |
| R. Rivera      | 10 | 0 | 1 | 0 |
| D. Russo       | 23 | 1 | 7 | 1 |
| M. Senkal      | 29 | 1 | 7 | 0 |
| F. Sulmoni     | 28 | 4 | 5 | 1 |
| T. Tarchini    | 18 | 2 | 3 | 0 |